# Maison de Svetozar Marković à Kragujevac
La maison de Svetozar Marković à Kragujevac (en serbe cyrillique : Кућа Светозара Марковића у Крагујевцу ; en serbe latin : Kuća Svetozara Markovića u Kragujevcu) se trouve à Kragujevac, dans le district de Šumadija, en Serbie. En raison de son importance architecturale et historique, la maison, construite dans la première moitié du XIXe siècle, est inscrite sur la liste des monuments culturels d'importance exceptionnelle de la république de Serbie (identifiant no SK 270).

## Présentation
La maison de Svetozar Marković est située à Kragujevac, au no 23 de la rue du même nom. Construite dans la première moitié du XIXe siècle, elle constitue un exemple de construction encore influencée par l'architecture civile ottomane dans les débuts de la principauté de Serbie, devenue autonome vis-à-vis de la Sublime Porte.
Elle comporte un rez-de-chaussée et un sous-sol. La partie au niveau du sol, à laquelle on accède par un porche, est formée de cinq pièces, tandis que le sous-sol, qui possède également une entrée, se présente d'un seul tenant. Les fondations et le soubassement sont construits en pierre, tandis que les murs sont construits en briques recouvertes de chaux. 
Entre 1873 et 1875, la maison a abrité une imprimerie « sociale » (en serbe : društvena štamparija), dans laquelle a travaillé Svetozar Marković (1846-1875), considéré comme le fondateur du socialisme en Serbie ; il y a imprimé des publications comme Javnost et Oslobođenje et y a écrit un grand nombre d'articles, considérés à l'époque comme provocateurs, sur des sujets politiques et économiques.
La maison, sur laquelle une plaque commémorative a été apposée, est aujourd'hui un musée consacré à Svetozar Marković. La cour abrite un buste de cet homme politique.